# Mario Berrios
Mario Berrios (20. kolovoza 1981.) bivši je čileanski nogometaš koji je igrao na poziciji braniča.

## Vanjske poveznice
- Profil, Soccerway
- Profil, Transfermarkt